# Fijis herrlandslag i rugby union
Fijis herrlandslag i rugby union representerar Fiji i rugby union på herrsidan och är ett av de starkaste lagen i världen. Laget är medlem i Pacific Islands Rugby Alliance (PIRA), tidigare tillsammans med Samoa och Tonga. Samoa valde emellertid 2009 att lämna PIRA, vilket lämnade Fiji och Tonga som ensamma medlemmar.
Laget spelade sin första match den 18 augusti 1924 i Apia, och vann med 6-0 mot Västra Samoa.

### Fotnoter
1. ↑  ”Rugby International”. http://www.rugbyinternational.net/countries/fiji.htm. Läst 26 augusti 2011.